# ミミグロヒメアオヒタキ
ミミグロヒメアオヒタキ（耳黒姫青鶲、学名：Cyornis ruckii）とは、スズメ目ヒタキ科に分類される鳥類の一種である。
1918年以来記録がなく、絶滅危惧種に指定されている。

## 形態
体長は17cmである。
オスは全体的に青いが額や腰は薄く、体下面は白色である。嘴と脚は黒い。メスは体上面が茶色く、腰から尾羽、胸は錆色。体下面は薄いバフ色である。

## 分布
1917年と1918年に収集された2つの標本の採取された位置から、インドネシアのスマトラ島北東部に分布していることが知られている。留鳥として分布していると推定されているが、2つの標本が収集された日付が1月と4月の為、渡り鳥である可能性もある。

## 生態
主に森林に生息しているとされているが、詳しい事は知られていない。

## 人間との関わり
現在の個体数は50羽未満と想定されている。生息地とされている地域は森林の伐採が進行し最後に標本が収集された2ヶ所は森林が被覆していない為、生息範囲はかなり縮小しているとみられている。
本種は1972年以来、インドネシアの法律で保護されている。野生生物保護学会はグヌン・レウセル国立公園に本種を呼び込もうと試みている。